# Бартолд фон Бюлов
Бартолд фон Бюлов (на немски: Bartold von Bülow; * 1620; † 17 ноември 1694, Фредериксорт, част от Кил) е благородник от стария род фон Бюлов от Мекленбург и генерал-майор.
Той е син (от 13 деца) на княжеския мекленбургски амтс-хауптман Ханс Хайнрих фон Бюлов (1593 – 1653) и съпругата му Маргарета фон Оертцен (1602 – 1652), дъщеря на княжеския мекленбургски хауптман Юрген фон Оертцен (1589 – 1618) и Анна фон дер Виш († 1616). Брат е на Хартвиг фон Бюлов (1634 – 1688).

## Фамилия
Бартолд фон Бюлов се жени за Йоахима Доротея фон Шпьорк/ен (1637 – 1665), дъщеря на Франц Йоахим фон Шпьоркен († сл. 1637) и Клара Елеонора фон Беер († сл. 1637). Te имат син и дъщеря:

- Бартхолд Дидрих фон Бюлов (* 1660; † 13 април 1729, женен за Сибила София Хедвиг фон Бюлов (1673 – 1716), дъщеря на Хартвиг Дидрих фон Бюлов († 1694) и Армгаард Агнес фон Пентц († сл. 1673); имат дъщеря
- Клара Елеонора фон Бюлов (* 1665; † 19 април 1689), омъжена 1685 г. за Кристиан Зигфрид фон Плесен (* 1646; † 22 януари 1723, Хамбург), син на Даниел фон Плесен (1606 – 1672) и Доротея Елеонора фон Блументал († сл. 1685)

Бартолд фон Бюлов се жени втори път за Анна Елизабет фон Хитцакер. Бракът е бездетен.